# Waldviertler Schmalspurbahnen
| Parallelausfahrt von Alt-Nagelberg |                                                                                             |                                         |                                         |
| |                                                                                             |                                         |                                         |
| Streckennummer (ÖBB): | 177 01 (Gmünd–Litschau) 178 01 (Alt Nagelberg–Heidenreichstein) 179 01 (Gmünd–Groß Gerungs) |                                         |                                         |
| Kursbuchstrecke (ÖBB): | 801 (Gmünd NÖ – Groß Gerungs) 802 (Gmünd NÖ – Litschau/Heidenreichstein)                    |                                         |                                         |
| Streckenlänge: | 82,0 km                                                                                     |                                         |                                         |
| Spurweite: | 760 mm (Bosnische Spur)                                                                     |                                         |                                         |
| Maximale Neigung: | 28 ‰                                                                                        |                                         |                                         |
| Streckengeschwindigkeit: | 60 km/h                                                                                     |                                         |                                         |
| |                                                                                             |                                         |                                         |
| Minimaler Radius: | 082 m (Gmünd–Litschau) 100 m (Alt Nagelberg–Heidenreichstein) 090 m (Gmünd–Groß Gerungs)    |                                         |                                         |
| \| \| 25,261 \| Litschau \| 527 m ü. A. \| \| \| 24,100 \| Schönau Dorfwirt \| Schönau Dorfwirt \| \| \| 19,300 \| Gopprechts \| Gopprechts \| \| \| 15,387 \| Brand \| 518 m ü. A. \| \| \| 13,200 \| Heidenreichstein \| 561 m ü. A. \| \| \| 12,500 \| Heidenreichstein Moormuseum (2014–2023) \| Heidenreichstein Moormuseum (2014–2023) \| \| \| 12,000 \| Kleinpertholz (bis 2021) \| Kleinpertholz (bis 2021) \| \| \| 8,200 \| Aalfang \| 537 m ü. A. \| \| \| 6,500 \| Langegg \| Langegg \| \| \| 4,100 \| Brand Süd \| Brand Süd \| \| \| 1,100 \| Alt Nagelberg Ergo \| Alt Nagelberg Ergo \| \| \| 0,400 \| Alt Nagelberg Herrenhaus (bis 2020) \| Alt Nagelberg Herrenhaus (bis 2020) \| \| \| \| \| \| \| \| 0,00011,243 \| Alt Nagelberg \| 495 m ü. A. \| \| \| 8,455 \| EK \| EK \| \| \| 8,367 \| Neu-Nagelberg \| 485 m ü. A. \| \| \| 6,300 \| Breitensee Kinderwerkstatt (bis 2019) \| Breitensee Kinderwerkstatt (bis 2019) \| \| \| 5,800 \| Breitensee \| Breitensee \| \| \| \| Lainsitz \| \| \| \| 2,500 \| Böhmzeil (1986–2022 außer Betrieb) \| Böhmzeil (1986–2022 außer Betrieb) \| \| \| \| Neutrassierung 1950 \| \| \| \| \| Staatsgrenze \| \| \| \| \| Lainsitz (23,1 m)[1] \| \| \| \| -0,200 \| Gmünd NÖ seit 1922 \| 500 m ü. A. \| \| \| \| České Velenice (Gmünd Bahnhof) \| \| \| \| \| Staatsgrenze über die Lainsitz \| \| \| \| \| \| \| \| \| \| Gleisdreieck seit 1922 \| \| \| \| \| Unterquerung der Franz-Josefs-Bahn \| \| \| \| 2,258 \| Ehrendorf \| 495 m ü. A. \| \| \| 3,883 \| Dietmanns \| 497 m ü. A. \| \| \| 6,458 \| Eichberg bei Weitra \| 502 m ü. A. \| \| \| 9,836 \| Alt Weitra \| 506 m ü. A. \| \| \| 10,024 \| EK \| EK \| \| \| 14,061 \| Weitra \| 574 m ü. A. \| \| \| \| Veitsgraben-Viadukt (70 m) \| \| \| \| 17,038 \| Langfeld \| 615 m ü. A. \| \| \| \| Wolfganggraben-Viadukt (75 m) \| \| \| \| 19,400 \| Schöllbüchl \| Schöllbüchl \| \| \| 21,375 \| St. Martin bei Weitra \| 630 m ü. A. \| \| \| 24,145 \| Steinbach-Bad Großpertholz \| 626 m ü. A. \| \| \| 26,338 \| Abschlag Fassldorf \| 673 m ü. A. \| \| \| 28,800 \| Kleiner Bruderndorfer Tunnel (44 m) \| Kleiner Bruderndorfer Tunnel (44 m) \| \| \| 29,561 \| Bruderndorf (Wasserstelle) \| 749 m ü. A. \| \| \| 29,700 \| Großer Bruderndorfer Tunnel (262 m) \| Großer Bruderndorfer Tunnel (262 m) \| \| \| 31,920 \| Bruderndorf seit 1986 \| Bruderndorf seit 1986 \| \| \| ~32,400 \| \| 806 m ü. A. \| \| \| 35,208 \| EK \| EK \| \| \| 36,059 \| Langschlag \| 753 m ü. A. \| \| \| 36,687 \| EK \| EK \| \| \| 39,535 \| Harruck \| 757 m ü. A. \| \| \| 41,045 \| EK \| EK \| \| \| 41,600 \| Heinreichs \| Heinreichs \| \| \| 42,835 \| EK \| EK \| \| \| 43,073 \| Groß Gerungs \| 679 m ü. A. \| |                                                                                             |                                         |                                         |
| Kopfbahnhof Streckenanfang | 25,261                                                                                      | Litschau                                | 527 m ü. A.                             |
| Haltepunkt / Haltestelle | 24,100                                                                                      | Schönau Dorfwirt                        | Schönau Dorfwirt                        |
| ehemaliger Haltepunkt / Haltestelle | 19,300                                                                                      | Gopprechts                              | Gopprechts                              |
| Haltepunkt / Haltestelle | 15,387                                                                                      | Brand                                   | 518 m ü. A.                             |
| Strecke · Kopfbahnhof Streckenanfang | 13,200                                                                                      | Heidenreichstein                        | 561 m ü. A.                             |
| Strecke · ehemaliger Haltepunkt / Haltestelle | 12,500                                                                                      | Heidenreichstein Moormuseum (2014–2023) | Heidenreichstein Moormuseum (2014–2023) |
| Strecke · ehemaliger Haltepunkt / Haltestelle | 12,000                                                                                      | Kleinpertholz (bis 2021)                | Kleinpertholz (bis 2021)                |
| Strecke · Haltepunkt / Haltestelle | 8,200                                                                                       | Aalfang                                 | 537 m ü. A.                             |
| Strecke · Haltepunkt / Haltestelle | 6,500                                                                                       | Langegg                                 | Langegg                                 |
| Strecke · ehemaliger Haltepunkt / Haltestelle | 4,100                                                                                       | Brand Süd                               | Brand Süd                               |
| Strecke · Haltepunkt / Haltestelle | 1,100                                                                                       | Alt Nagelberg Ergo                      | Alt Nagelberg Ergo                      |
| Strecke · ehemaliger Bahnhof | 0,400                                                                                       | Alt Nagelberg Herrenhaus (bis 2020)     | Alt Nagelberg Herrenhaus (bis 2020)     |
| Abzweig geradeaus und von links · Strecke nach rechts |                                                                                             |                                         |                                         |
| Bahnhof | 0,00011,243                                                                                 | Alt Nagelberg                           | 495 m ü. A.                             |
| Bahnübergang | 8,455                                                                                       | EK                                      | EK                                      |
| Bahnhof | 8,367                                                                                       | Neu-Nagelberg                           | 485 m ü. A.                             |
| ehemaliger Haltepunkt / Haltestelle | 6,300                                                                                       | Breitensee Kinderwerkstatt (bis 2019)   | Breitensee Kinderwerkstatt (bis 2019)   |
| ehemaliger Haltepunkt / Haltestelle | 5,800                                                                                       | Breitensee                              | Breitensee                              |
| Brücke über Wasserlauf |                                                                                             | Lainsitz                                | Lainsitz                                |
| Haltepunkt / Haltestelle | 2,500                                                                                       | Böhmzeil (1986–2022 außer Betrieb)      | Böhmzeil (1986–2022 außer Betrieb)      |
| Abzweig ehemals geradeaus und nach links · Strecke von rechts |                                                                                             | Neutrassierung 1950                     | Neutrassierung 1950                     |
| Grenze (Strecke außer Betrieb) · Strecke |                                                                                             | Staatsgrenze                            | Staatsgrenze                            |
| Strecke (außer Betrieb) · Brücke über Wasserlauf |                                                                                             | Lainsitz (23,1 m)                       | Lainsitz (23,1 m)                       |
| Strecke (außer Betrieb) · Spitzkehrbahnhof links | -0,200                                                                                      | Gmünd NÖ seit 1922                      | 500 m ü. A.                             |
| Kopfbahnhof Streckenanfang und quer (Strecke außer Betrieb) · Abzweig geradeaus, nach rechts und von rechts (Strecke außer Betrieb) · Strecke |                                                                                             | České Velenice (Gmünd Bahnhof)          | České Velenice (Gmünd Bahnhof)          |
| Grenze auf Brücke über Wasserlauf (Strecke außer Betrieb) · Strecke |                                                                                             | Staatsgrenze über die Lainsitz          | Staatsgrenze über die Lainsitz          |
| Strecke |                                                                                             |                                         |                                         |
| Abzweig geradeaus, nach links und von links · Strecke nach rechts |                                                                                             | Gleisdreieck seit 1922                  | Gleisdreieck seit 1922                  |
| Kreuzung geradeaus unten |                                                                                             | Unterquerung der Franz-Josefs-Bahn      | Unterquerung der Franz-Josefs-Bahn      |
| ehemaliger Haltepunkt / Haltestelle | 2,258                                                                                       | Ehrendorf                               | 495 m ü. A.                             |
| Haltepunkt / Haltestelle | 3,883                                                                                       | Dietmanns                               | 497 m ü. A.                             |
| ehemaliger Haltepunkt / Haltestelle | 6,458                                                                                       | Eichberg bei Weitra                     | 502 m ü. A.                             |
| Bahnhof | 9,836                                                                                       | Alt Weitra                              | 506 m ü. A.                             |
| Bahnübergang | 10,024                                                                                      | EK                                      | EK                                      |
| Bahnhof | 14,061                                                                                      | Weitra                                  | 574 m ü. A.                             |
| |                                                                                             | Veitsgraben-Viadukt (70 m)              |                                         |
| ehemaliger Haltepunkt / Haltestelle | 17,038                                                                                      | Langfeld                                | 615 m ü. A.                             |
| |                                                                                             | Wolfganggraben-Viadukt (75 m)           |                                         |
| ehemaliger Haltepunkt / Haltestelle | 19,400                                                                                      | Schöllbüchl                             | Schöllbüchl                             |
| Bahnhof | 21,375                                                                                      | St. Martin bei Weitra                   | 630 m ü. A.                             |
| Bahnhof | 24,145                                                                                      | Steinbach-Bad Großpertholz              | 626 m ü. A.                             |
| Haltepunkt / Haltestelle | 26,338                                                                                      | Abschlag Fassldorf                      | 673 m ü. A.                             |
| Tunnel | 28,800                                                                                      | Kleiner Bruderndorfer Tunnel (44 m)     | Kleiner Bruderndorfer Tunnel (44 m)     |
| Blockstelle | 29,561                                                                                      | Bruderndorf (Wasserstelle)              | 749 m ü. A.                             |
| Tunnel | 29,700                                                                                      | Großer Bruderndorfer Tunnel (262 m)     | Großer Bruderndorfer Tunnel (262 m)     |
| Haltepunkt / Haltestelle | 31,920                                                                                      | Bruderndorf seit 1986                   | Bruderndorf seit 1986                   |
| Kulminations-/Scheitelpunkt | ~32,400                                                                                     |                                         | 806 m ü. A.                             |
| Bahnübergang | 35,208                                                                                      | EK                                      | EK                                      |
| Bahnhof | 36,059                                                                                      | Langschlag                              | 753 m ü. A.                             |
| Bahnübergang | 36,687                                                                                      | EK                                      | EK                                      |
| ehemaliger Haltepunkt / Haltestelle | 39,535                                                                                      | Harruck                                 | 757 m ü. A.                             |
| Bahnübergang | 41,045                                                                                      | EK                                      | EK                                      |
| ehemaliger Haltepunkt / Haltestelle | 41,600                                                                                      | Heinreichs                              | Heinreichs                              |
| Bahnübergang | 42,835                                                                                      | EK                                      | EK                                      |
| Kopfbahnhof Streckenende | 43,073                                                                                      | Groß Gerungs                            | 679 m ü. A.                             |

Die Waldviertler Schmalspurbahnen sind ein Netz von drei zusammenhängenden Eisenbahnstrecken mit einer Spurweite von 760 mm, die von Gmünd in Niederösterreich aus das nordwestliche Waldviertel auf Strecken nach Litschau, Heidenreichstein und Groß Gerungs erschließen. Alle Streckenäste werden ausschließlich touristisch genutzt und von der NÖVOG bzw. dem Waldviertler Schmalspurbahnverein betrieben.

## Geschichte

### Planung und Bau

Zweisprachige Anleihe der Waldviertelbahn von 1902

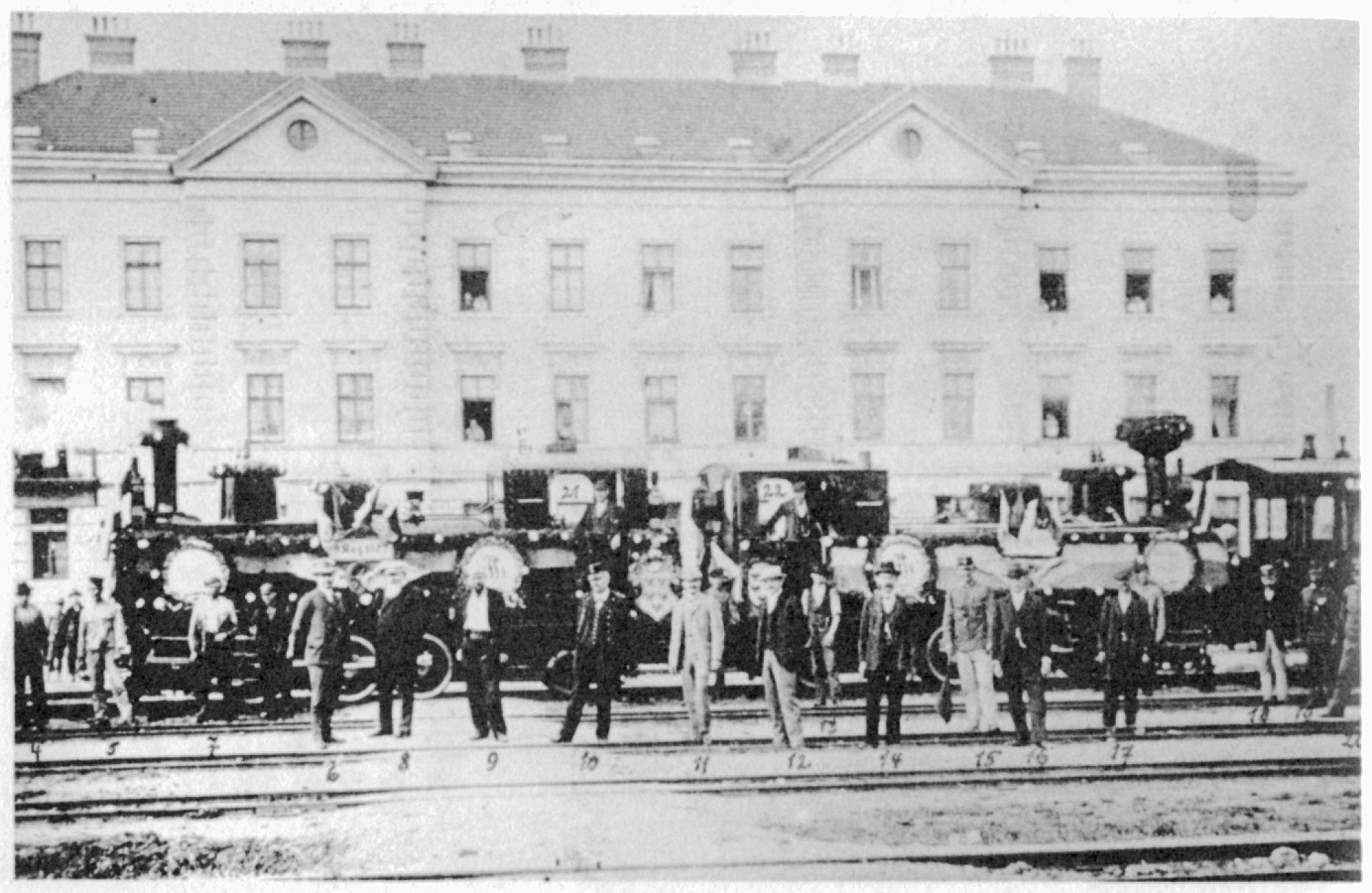
Eröffnungszug der Südstrecke im Bahnhof Gmünd

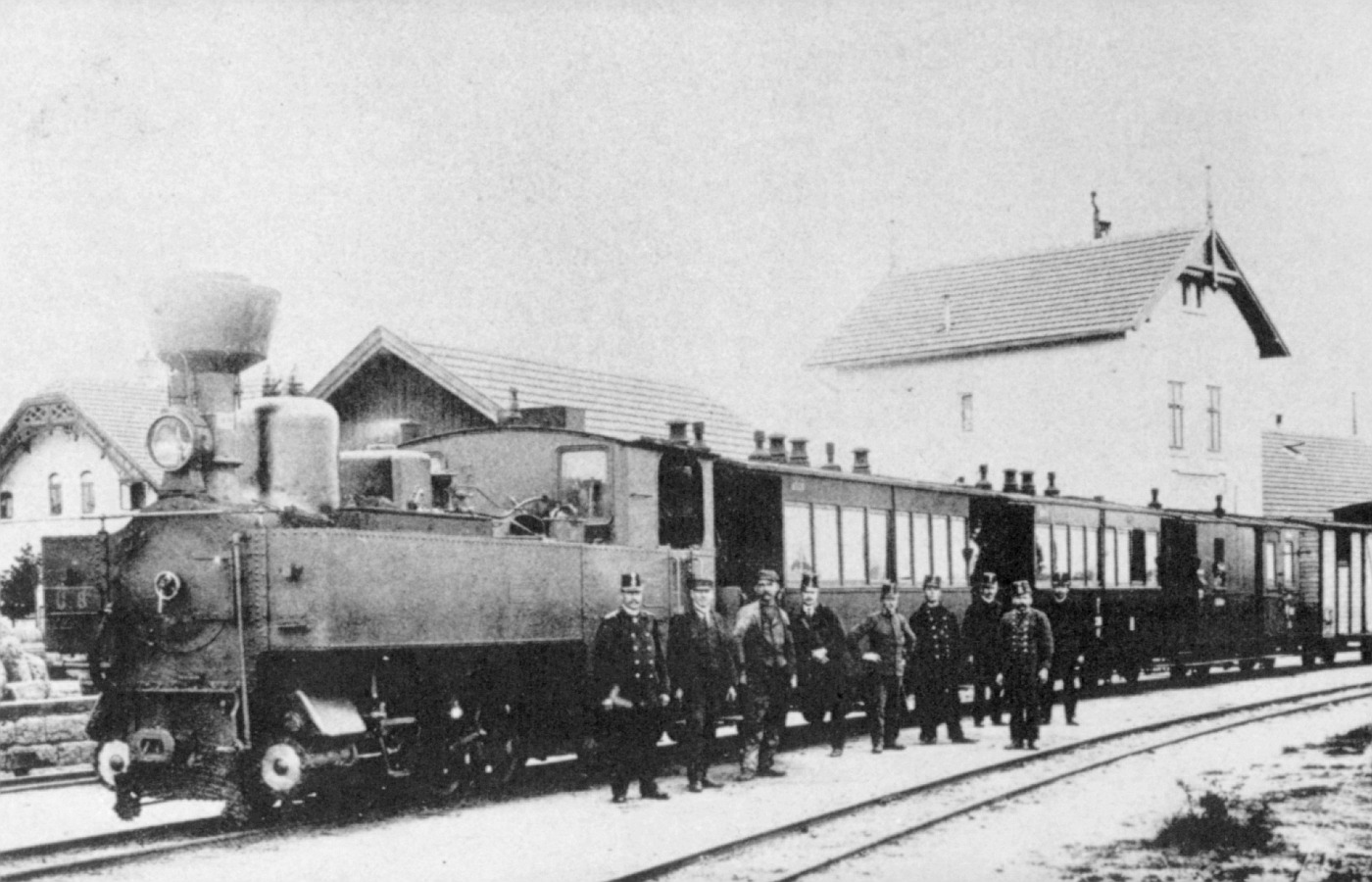
Personenzug mit Lok 3 (Reihe U) in den ersten Jahren in Heidenreichstein

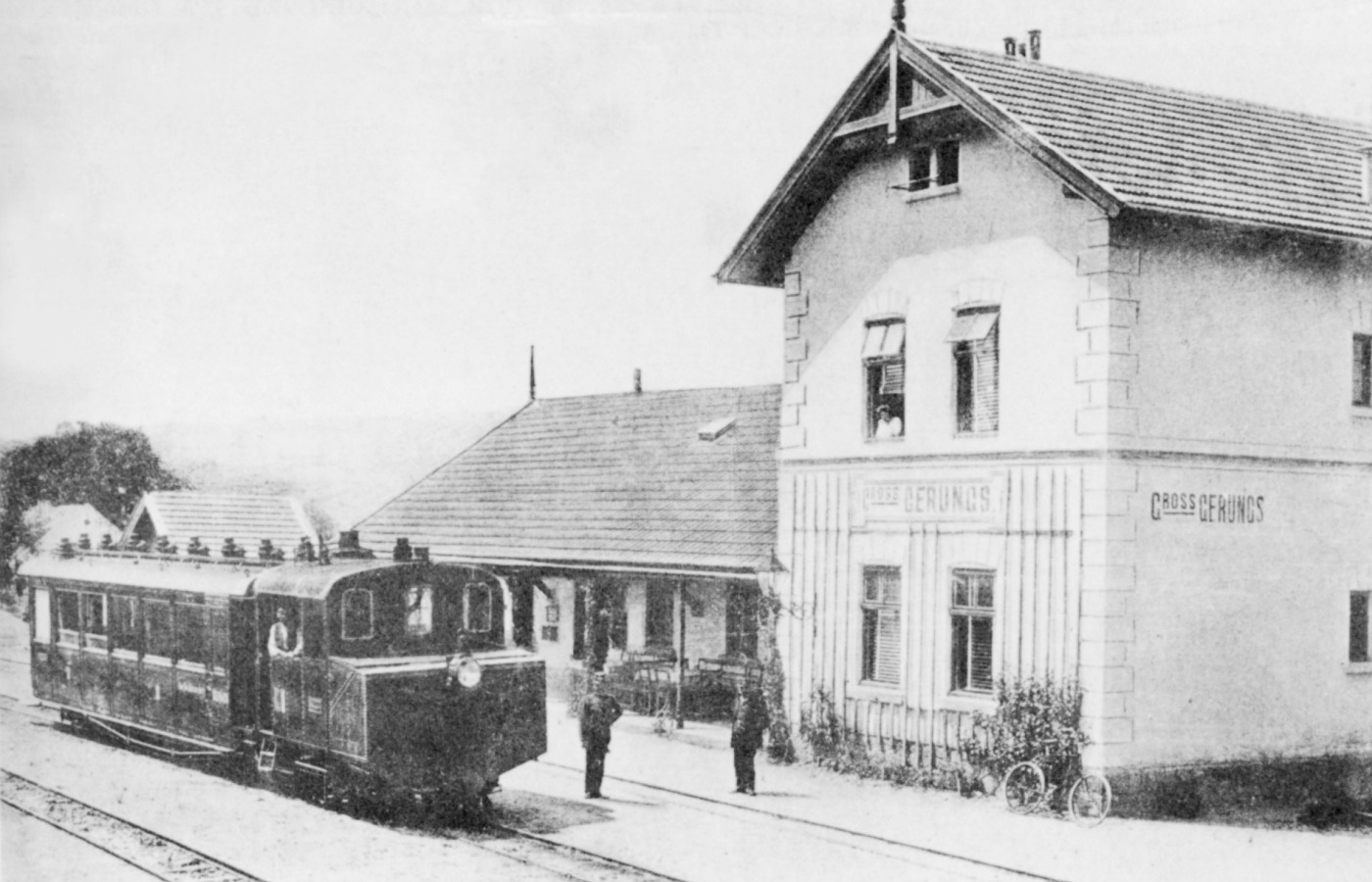
Einer der großen Dampftriebwagen in Groß Gerungs

Bereits in den 1870er Jahren erhielt das niederösterreichische Waldviertel mit der Kaiser-Franz-Josefs-Bahn von Prag nach Wien einen ersten Anschluss an das europäische Eisenbahnnetz. Der daraus resultierende wirtschaftliche Aufschwung der von der Bahn bedienten Orte ließ in den abseits gelegenen Regionen rasch den Wunsch nach weiteren Bahnanschlüssen entstehen, die zum Teil als normalspurige Lokalbahnen verwirklicht wurden.
Mit Erlass des Niederösterreichischen Landeseisenbahngesetzes im Jahr 1895 wurde die staatlich geförderte Errichtung von Lokalbahnen wesentlich erleichtert. Auf Bestreben der ansässigen Glasindustrie wurde ein erstes Vorprojekt für eine Schmalspurbahn von Erdweis über Altnagelberg nach Litschau eingereicht, welches 1896 auf Gmünd als Ausgangspunkt abgeändert wurde. 1897 wurde das Projekt schließlich um die Abzweigung nach Heidenreichstein erweitert.
Im Juli 1899 wurde die „Niederösterreichische Waldviertelbahn AG“ gegründet, zu den Proponenten der Gesellschaft zählten die Glasindustriellenfamilie Stölzle. Mit der Betriebsführung der zu bauenden Bahnlinien wurden die Niederösterreichischen Landesbahnen beauftragt. Im April 1899 wurde mit dem Bau der nördlichen Strecken nach Litschau und Heidenreichstein begonnen. Bereits im Juni 1900 konnten die ersten Probefahrten stattfinden und am 4. Juli 1900 wurde der planmäßige Verkehr aufgenommen, als Triebfahrzeuge wurden Loks der Reihe U gewählt, die sich bereits auf der Pielachtalbahn der NÖLB bewährt hatten. Ein Jahr später wurde mit dem Bau der längsten und aufwändiger zu trassierenden Strecke südlich von Gmünd begonnen. Am 9. August 1902 fuhr der Eröffnungszug auf dem ersten Teilstück zwischen Gmünd und Bad Großpertholz. Die Fortsetzung nach Groß Gerungs, die abschnittsweise Gebirgsbahncharakter aufweist, ging im März 1903 in Betrieb. Hier kamen vorzugsweise die 1902 angeschafften Loks der Reihe Uv zum Einsatz, eine leistungsstärkere Weiterentwicklung der Reihe U mit Verbunddampfmaschine.
Damit erreichte das Schmalspurnetz im Waldviertel seine größte Ausdehnung, in der es auch heute noch vollständig befahrbar erhalten ist. Eine im Detail ausgearbeitete Verbindung von Litschau über Hörmanns und Griesbach nach Neubistritz (Nová Bystřice) zur Schmalspurbahn Neuhaus–Neubistritz, verzögerte sich aus finanziellen Gründen immer länger und kam nach dem Ausbruch des Ersten Weltkrieges nicht mehr zustande. Aus denselben Gründen blieben auch Pläne, die Südstrecke von Groß Gerungs über Ottenschlag nach Krems oder über Arbesbach und Königswiesen nach Grein an der Donau zu verlängern, sowie eine Verbindung ab Langschlag mit dem Mühlviertel nach Freistadt erfolglos.

### Die Landesbahnzeit
Die Waldviertler Schmalspurbahnen präsentierten sich von Anfang an als innovatives und effizient geführtes Verkehrsunternehmen. Der Güterverkehr wurde schon ab der Eröffnung mit Normalspur-Güterwagen auf Rollböcken abgewickelt, womit auch einem Wunsch der Glasindustrie nachgekommen wurde.
Im Personenverkehr kamen ab 1904 Dampftriebwagen zum Einsatz. Der Verkehr entwickelte sich den Erwartungen entsprechend und brachte der Region den erhofften Anschluss an die wirtschaftliche Entwicklung dieser Zeit. Neben dem Holzreichtum der Region, der für stetiges Frachtaufkommen sorgte, konnte sich auch die lokale Textil- und Glasindustrie dank des neuen Transportmittels wieder als konkurrenzfähig behaupten.
Während des Ersten Weltkrieges wurden einzelne Fahrzeuge zum Einsatz auf den Schmalspurbahnen des Balkans eingezogen, die langfristigen politischen Folgen des Krieges bescherten dem Bahnbetrieb jedoch weitaus größere Probleme: Nach der im Vertrag von Saint-Germain festgelegten Grenzziehung wurde Gmünd geteilt, sämtliche Bahnanlagen und die ersten Kilometer der Nordstrecke befanden sich nun in der Tschechoslowakei, der tschechische Teil von Gmünd wurde in České Velenice umbenannt. Die Nutzung der Bahnanlagen wurde in einem Vertragswerk geregelt, bis 1922 wurde im Bereich der ehemaligen Haltestelle Gmünd Stadt ein neuer Bahnhof für Normal- und Schmalspurbahn errichtet, Heizhaus und Werkstätte verblieben noch jenseits der Grenze, auch fuhren die Züge nach Litschau und Heidenreichstein als Korridorzüge über tschechoslowakisches Territorium bis zur Station Gmünd Böhmzeil.

### Übernahme in die Staatsbahn und Zweiter Weltkrieg
Am 1. Jänner 1921 wurden die Niederösterreichischen Landesbahnen aufgelöst, deren Strecken bzw. die Betriebsführung jener Strecken, die die NÖLB im Auftrag durchgeführt hatte, übernahmen die Österreichischen Bundesbahnen BBÖ. Nach dem „Anschluss“ 1938 erfolgte die Eingliederung der BBÖ in die Deutsche Reichsbahn, 1940 wurde die N.Ö. Waldviertelbahn AG aufgelöst. Während des Zweiten Weltkrieges gelangten einige Lokomotiven deutscher und tschechischer Herkunft nach Gmünd.

### Entwicklung ab 1945

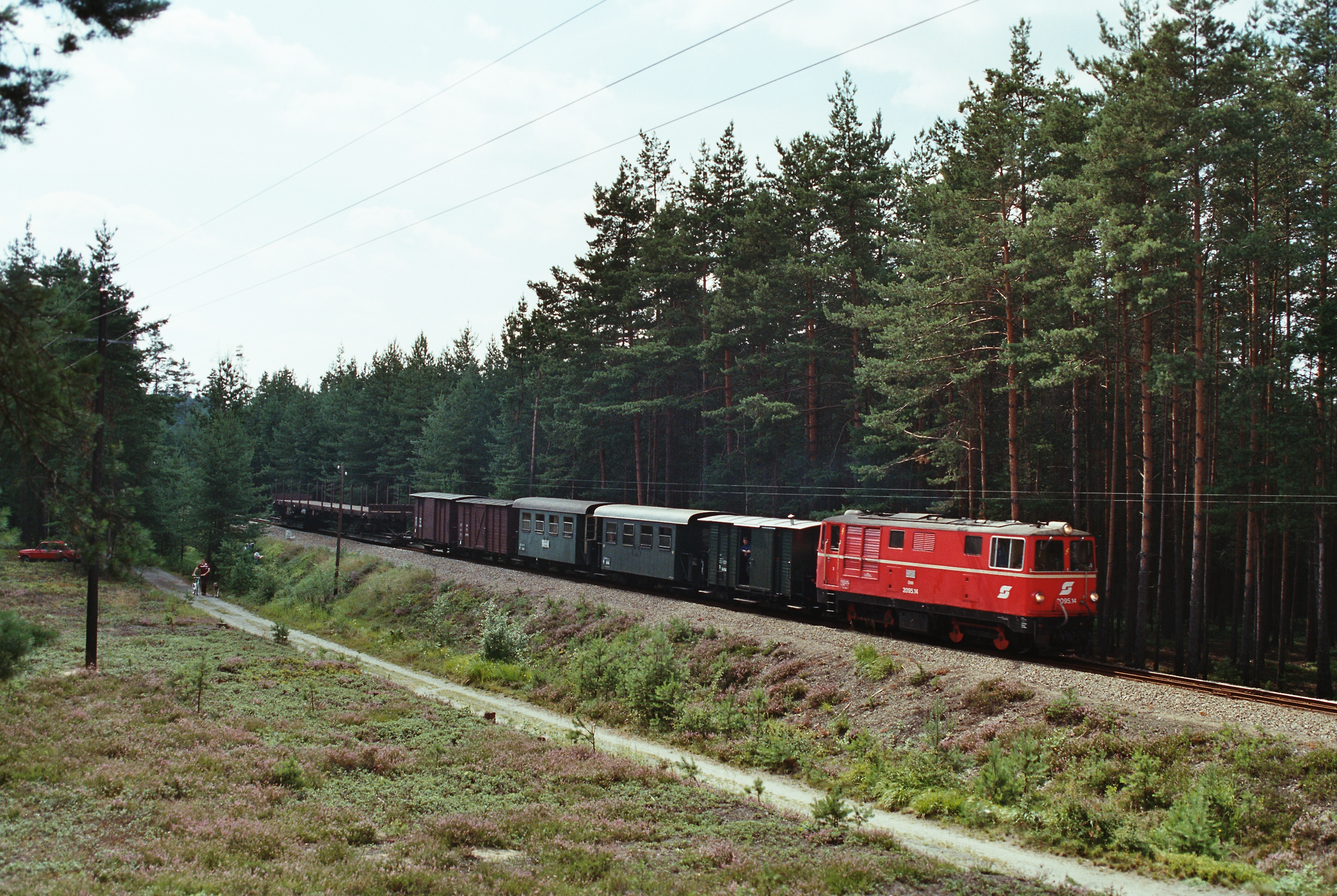
Güterzug mit Personenbeförderung auf dem Nordast (1984)

Im Juli 1945 mussten die Bahnanlagen in České Velenice rasch geräumt werden, die Errichtung eines neuen Bahnhofes mit Heizhaus und Werkstätte in Gmünd hatte daher erste Priorität. 1946 wurde die bisherige Haltestelle „Gmünd Stadt“ in „Gmünd N.Ö.“ umbenannt. In den Jahren darauf war die Tschechoslowakei bestrebt, den Korridorverkehr zwischen Gmünd und Böhmzeil zu unterbinden, und finanzierte daher die Errichtung einer neuen, ausschließlich in Österreich gelegenen Trasse östlich der Lainsitz, die im Dezember 1950 dem Verkehr übergeben wurde.
Während die Schmalspurbahnen in der unmittelbaren Nachkriegszeit in ihrer Funktion als unverzichtbares Verkehrsmittel im Personen- und Güterverkehr nicht in Frage gestellt waren, war später ein mit der allgemeinen Motorisierung einsetzender Rückgang im Personenverkehr zu verzeichnen. Investitionen wurden, dem einsetzenden Trend zu Streckenstilllegungen folgend, nur in bescheidenem Maße getätigt. Bis 1964 wurde der Güterverkehr komplett auf Rollwagen umgestellt, der Personenverkehr zum Teil mit Diesellokomotiven der Reihen 2091 und 2190 geführt. Die Fahrzeiten zwischen Gmünd NÖ und dem Endpunkt betrugen dabei etwa 100 Minuten bis fast 2 Stunden. Des Weiteren wurde ein Exemplar der Reihe 2095 in Gmünd stationiert, damit konnte die Dampftraktion aber nicht wie auf den anderen ÖBB-Schmalspurbahnen ersetzt werden. Die ab den 1970er Jahren mit sechs Stück vollzählig im Waldviertel beheimateten Stütztenderlokomotiven der Reihe 399 waren bis Mitte der 1980er Jahre im schweren Güterverkehr unentbehrlich. Nach der Einstellung der Bregenzerwaldbahn zwischen 1980 und 1985 wurden einige 2095 nach Gmünd umstationiert, Dampflokomotiven waren dennoch weiterhin regelmäßig im Einsatz.

### Entwicklung ab 1986

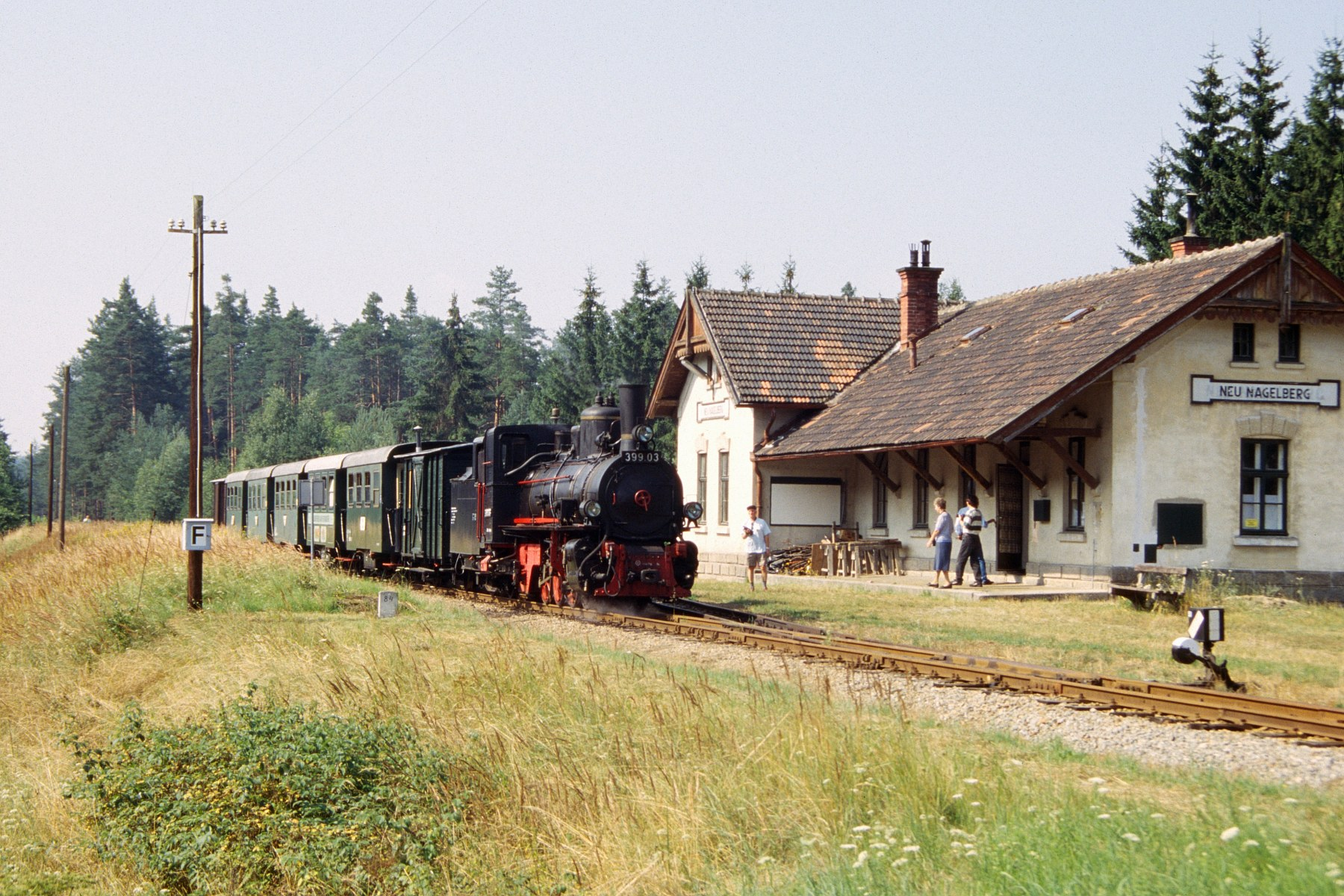
Sonderzug des WSV mit 399.03 in Neu-Nagelberg

Am 1. Juni 1986 wurde auf mehreren Nebenbahnen im Waldviertel der Personenverkehr eingestellt, so auch auf den Nordästen der Schmalspurbahn. Sinkendes Fahrgastpotenzial bedingt durch die Orientierung des Pendler- und Schülerverkehrs von Litschau und Heidenreichstein zur Bezirkshauptstadt Waidhofen a.d. Thaya ließ diese Entscheidung schon seit längerem erwarten, der Güterverkehr blieb vorerst in vollem Umfang erhalten.
Auf der Südstrecke hingegen wurde erstmals eine grundlegende Modernisierung des Betriebes vorgenommen. Zwei neu beschaffte Dieseltriebwagen der Reihe 5090 befuhren die Strecke fortan im sparsamen Einmannbetrieb, die Errichtung und Verlegung von Haltestellen sollte den Menschen in der Region Anreiz bieten, wieder verstärkt die Eisenbahn als Verkehrsmittel in Betracht zu ziehen.
Nach Einstellung der Steyrtalbahn 1982 waren die Waldviertler Schmalspurbahnen der letzte Bahnbetrieb Österreichs, auf dem fahrplanmäßig Dampflokomotiven im alltäglichen Einsatz standen (ausgenommen der touristischen Zahnradbahnen). Auch nach der Modernisierung des Betriebes wurden an Samstagen, Sonn- und Feiertagen je zwei Zugpaare planmäßig mit Dampflokomotiven bespannt.
Diese Züge waren kein Nostalgie- oder Tourismusangebot, sondern reguläre Leistungen, die für jedermann zu den normalen Bahntarifen benutzbar waren und der Bahn auch außerhalb der Eisenbahnfreunde-Szene Bekanntheit verschafften. Ab 1996 wurden diese Züge als planmäßige Leistungen aufgegeben und in das Nostalgieprogramm der ÖBB zu einem Sondertarif aufgenommen, was sie aber für reguläre Fahrgäste praktisch unbrauchbar machte. In der Folge wurde das Programm auf ein Zugpaar mit einem langen Aufenthalt zu einem Stadtrundgang in Weitra gekürzt.
Auf den Nordästen fanden ab 1986 Sonderfahrten des Waldviertler Schmalspurbahnvereins (WSV) statt. Die Züge wurden bei den ÖBB bestellt, ebenso Lokführer, das restliche Personal kam vom Verein. Anfang Juni 1992 wurde der Güterverkehr auf der Strecke Alt-Nagelberg–Heidenreichstein eingestellt und die Strecke vom Verein übernommen, der nach Aufkündigung der Zusammenarbeit durch die ÖBB hier einen Museumsbahn-Betrieb mit eigenen Fahrzeugen etabliert hat.

### Situation seit 2000

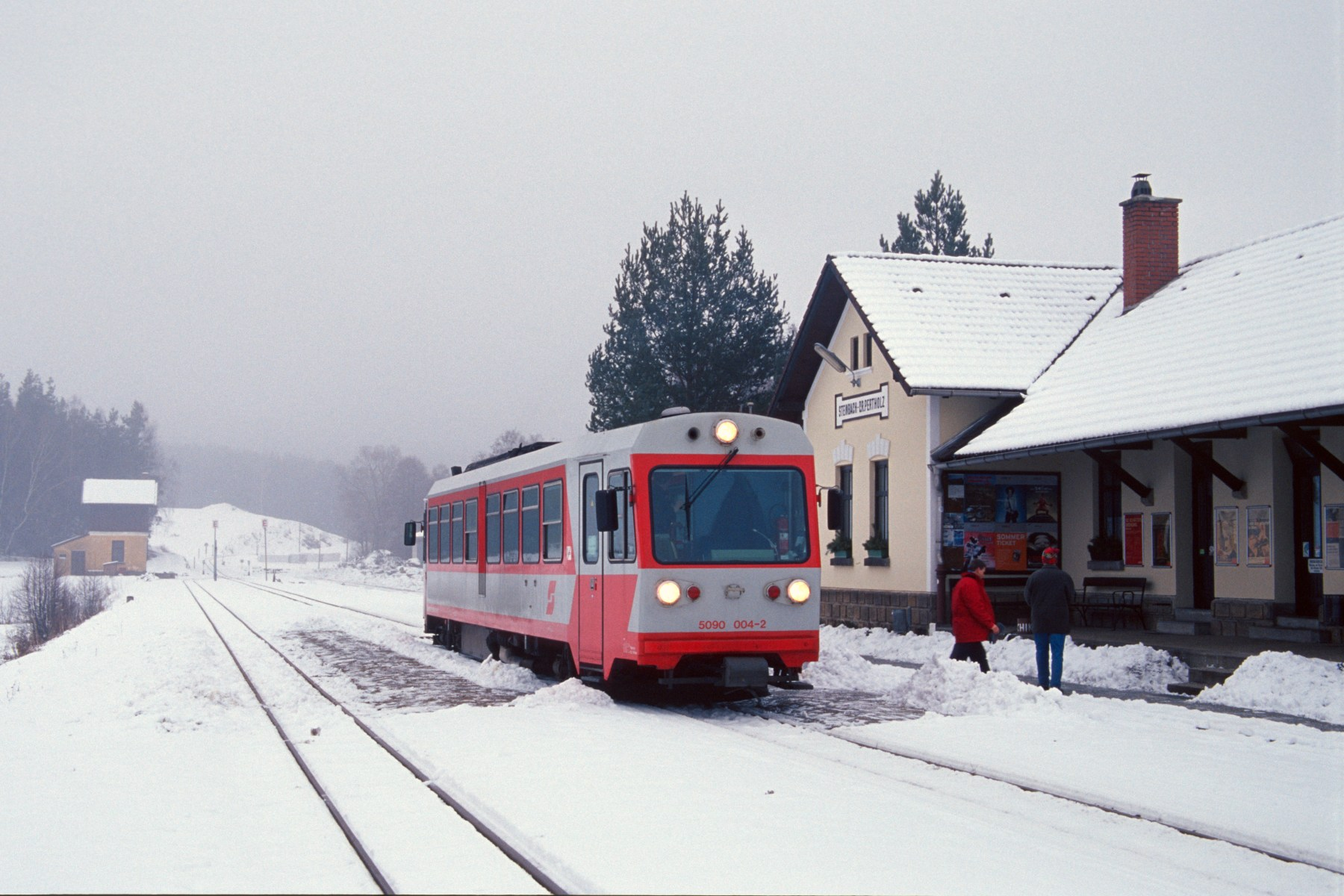
Ein 5090 im Winter 2001, der letzte mit fahrplanmäßigem Personenverkehr, in Steinbach-Groß Pertholz. Im Hintergrund ist der Beginn der Steilrampe erkennbar

Am 10. Jänner 2001 wurde der Gesamtverkehr zwischen Litschau und Gmünd eingestellt, nachdem am Tag zuvor die letzten Güterzüge Holzfracht aus Litschau abgeholt hatten. Die Einstellung des verbleibenden Personenverkehrs nach Groß Gerungs war zu diesem Zeitpunkt bereits beschlossene Sache. Der Personenverkehr auf der Bergstrecke südlich von Steinbach-Groß Pertholz war trotz Modernisierung nicht zu einem wirtschaftlich befriedigenden Ergebnis zu bringen. Auch hier war längst eine Umorientierung der Verkehrsströme erfolgt, die größten Orte, Langschlag und Groß Gerungs, sind fast ausschließlich nach Zwettl orientiert. An einer Beibehaltung des Personenverkehrs zwischen Gmünd und Steinbach-Groß Pertholz bestand auch kein Interesse, vielmehr war man bestrebt, die beiden Triebwagen möglichst rasch zur Mariazellerbahn zu überstellen, um dort aufgetretene Triebfahrzeugengpässe zu beheben. Somit fuhr zum Sommer-Fahrplanwechsel 2001 auch der letzte reguläre Personenzug zwischen Gmünd und Groß Gerungs.
Die Einstellung des Planpersonenverkehrs nach Weitra und Groß Gerungs mit dem Fahrplanwechsel am 9. Juni 2001 stellte das Ende des regelmäßigen Schmalspurverkehrs dar. Beginnend ab dem 7. Juli 2001 stellte das Land Niederösterreich, vertreten durch die Landesverkehrsorganisationsgesellschaft NÖVOG, Geld für einen Tourismusverkehr auf der „Schmalen“ zur Verfügung. In weiterer Folge konnte durch die NÖVOG ein bis 2008 gültiges Übereinkommen mit dem Bundesministerium für Verkehr betreffend die Finanzierung der Gleisinfrastruktur der Schmalspurbahnen im Land Niederösterreich abgeschlossen werden.
Ab der Sommersaison 2002 wurden durch das Land NÖ auch einzelne Fahrten Gmünd–Litschau (mit Diesellok Rh. 2095) finanziert, bis 2004 größere Umgestaltungen eintraten: (1.) regelmäßige Züge Gmünd–Litschau–Groß Gerungs (mit Anschlussfahrten des WSV von Heidenreichstein nach Alt-Nagelberg und zurück) jeden Mittwoch in den Monaten Juni bis Anfang September und (2.) Verlängerung der Vereinsfahrten in den Bahnhof Alt-Nagelberg (bis Mitte Juni 2004 endeten WSV-Fahrten bei der Haltestelle „Herrenhaus“ ca. 400 Meter vom Bf. Alt-Nagelberg entfernt). Steigende Fahrgastzahlen in den Folgejahren rechtfertigten die Durchführung von Gleisbaumaßnahmen zwischen Lainsitzviadukt und Gopprechts.
Im Winter wurden Züge zum Advent nach Weitra, Nikolaus-, Christkindl- und Silvesterzüge (von Heidenreichstein) geführt. Als Triebfahrzeuge kamen seitens der ÖBB-Personenverkehr AG abwechselnd eine Dampflokomotive der Reihe 399 und Diesellokomotiven der Reihe 2095, seitens des WSV die Dampfloks 170.1 oder 100.13 bzw. die Dieselloks 2091.07 oder JW100.4 zum Einsatz. Zur Eröffnung der Saison 2006 wurde die 399.03 nach erfolgter Hauptuntersuchung in Meiningen nach Gmünd überstellt, 2007 wurde sie gegen die 399.01 der Pinzgauer Lokalbahn ausgetauscht.
Der Vorstand des WSV schloss 2001 ein Kooperationsabkommen mit den Jindřichohradecké místní dráhy (JHMD), mit dem eine grenzüberschreitende Verbindung zwischen den österreichischen und den tschechischen Schmalspurstrecken (Nová Bystřice–Jindřichův Hradec–Obrataň) über den Grenzübergang Grametten/Nová Bystřice ab 2002 vereinbart wurde. Zum Einsatz kam ein Oldtimer-Bus (Škoda 706 RTO, Bj. 1960) in den Monaten Juli und August an Samstagen. Die Aufwärtsentwicklung der Zahl der beförderten Personen wurde durch Kürzung der Fahrtmöglichkeiten aus Kostengründen unterbrochen. Seit der Saison 2006 finden daher keine grenzüberschreitenden Verbindungsfahrten mehr statt.

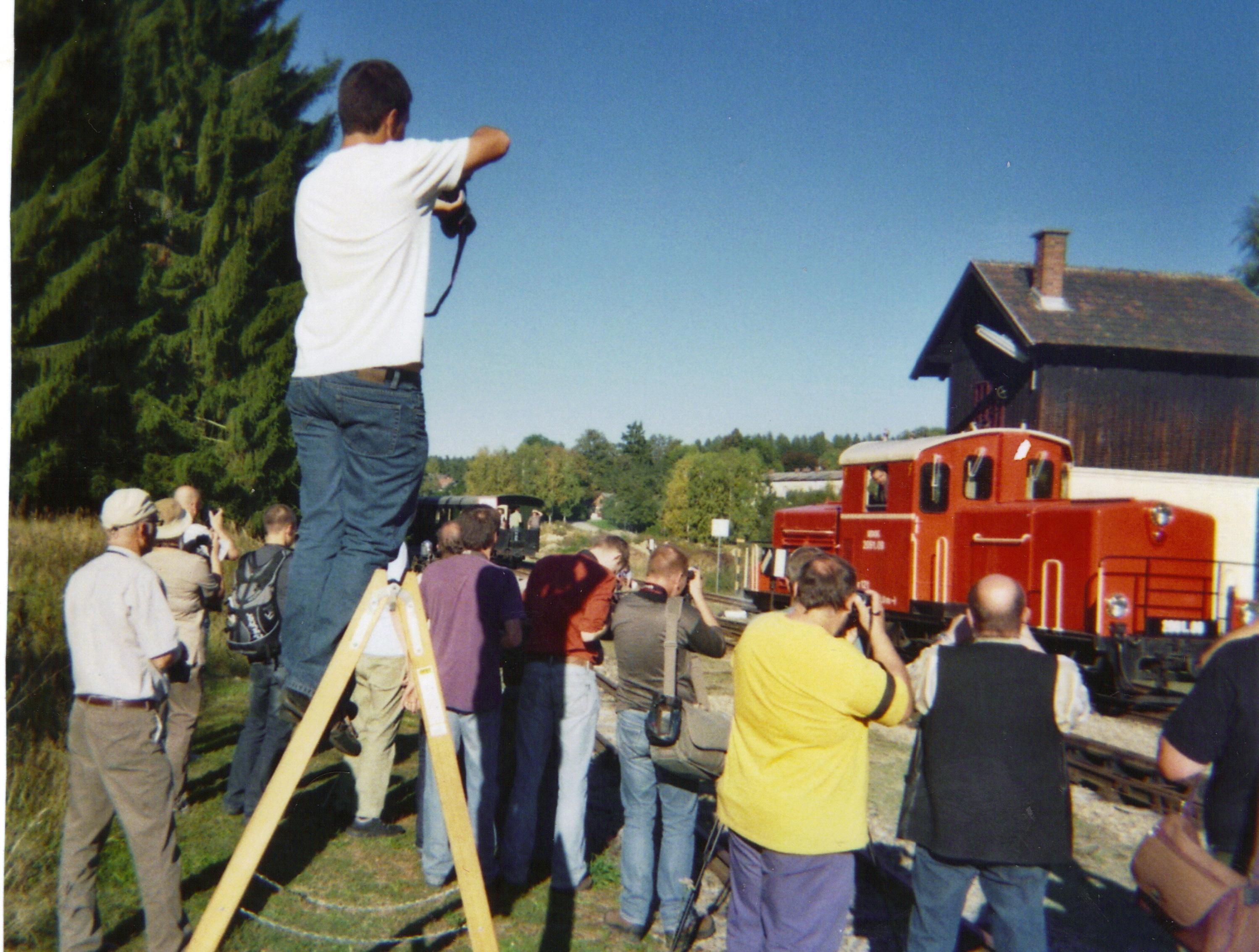
Touristische Fahrt für Eisenbahnfreunde (Oktober 2011)

2008 wurde eine Verlängerung der Betriebsvereinbarung zwischen den ÖBB und dem Land Niederösterreich auf weitere fünf Jahre beschlossen.
2010 wurde ein Grundsatzvereinbarung zwischen Land und Bund beschlossen, in der festgelegt wurde, dass unter anderem auch die Waldviertler Schmalspurbahnen im Dezember 2010 vom Land Niederösterreich übernommen werden. Nach Umsetzung des Vorhabens wurden die Bahnstrecken von der NÖVOG vorerst mit geleasten ÖBB-Mitarbeitern weiter betrieben und ausschließlich touristisch genutzt.
Seit dem 1. Jänner 2012 wird die „Waldviertelbahn“, wie die Waldviertler Schmalspurbahnen von der NÖVOG nun bezeichnet werden, auf den Strecken Gmünd – Litschau und Gmünd – Groß Gerungs ausschließlich mit eigenem Personal betrieben. Die Strecke Alt Nagelberg – Heidenreichstein wird weiterhin vom Waldviertler Schmalspurbahnverein erhalten und betrieben.
Im Mai wurde der Dieseltriebwagen 5090.013 im neuen goldenen Farbdesign in Litschau der Öffentlichkeit präsentiert. Ende Juli 2012 wurde auch der goldene 5090.008 nach Gmünd überstellt. Somit stehen für die nunmehr täglichen Fahrten im Sommer neben den Diesellokomotiven 2095.05 und 2095.12 nach längerer Zeit wieder Dieseltriebwagen im Einsatz. Die reparaturbedürftige 399.01 wurde Anfang August 2012 nach Meiningen zur Revision überstellt und steht seit Mai 2013 gemeinsam mit ihrer Schwesterlok Mh.4 regelmäßig auf der Waldviertelbahn im Einsatz. in der Saison 2024 fuhr nur die Mh.4, weil die Mh.1 einen Kesselschaden hatte. Seit 1. Oktober 2024 befand sich die Mh.1 (399.01) zur Reparatur nach diesem Kesselschaden in Meiningen und sollte in Ende Mai 2025 wieder zur Verfügung stehen. Dafür wird die Mh4 dann nach Meiningen geschickt zur Reparatur der Rohre (d. h. die Rohre werden getauscht), des Fahrwerks und des Lagers.
Der Neubau des separaten Schmalspur-Bahnhofes  wurde im Mai 2014 eröffnet. Der 120 Meter lange Bahnhof umfasst eine Remise sowie ein Kundenzentrum und eine Werkstätte. Die Kosten sollen bei 8½ Millionen Euro gelegen haben.
Entlang der Strecke verläuft der Waldviertlerbahn-Radweg.

## Streckenbeschreibung

### Gmünd – Litschau (Nordast)

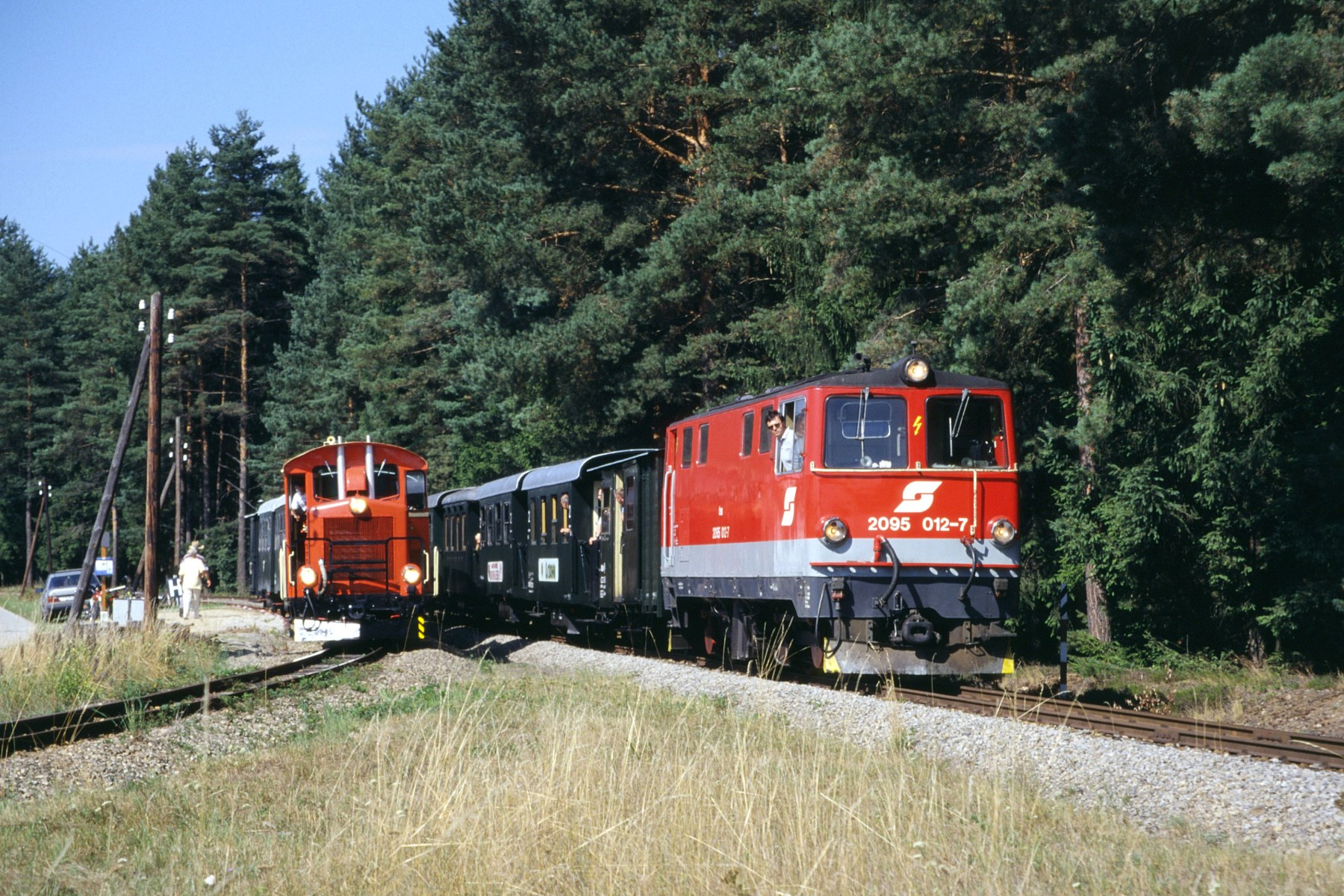
Parallelausfahrt von Alt-Nagelberg mit Dieseltraktion

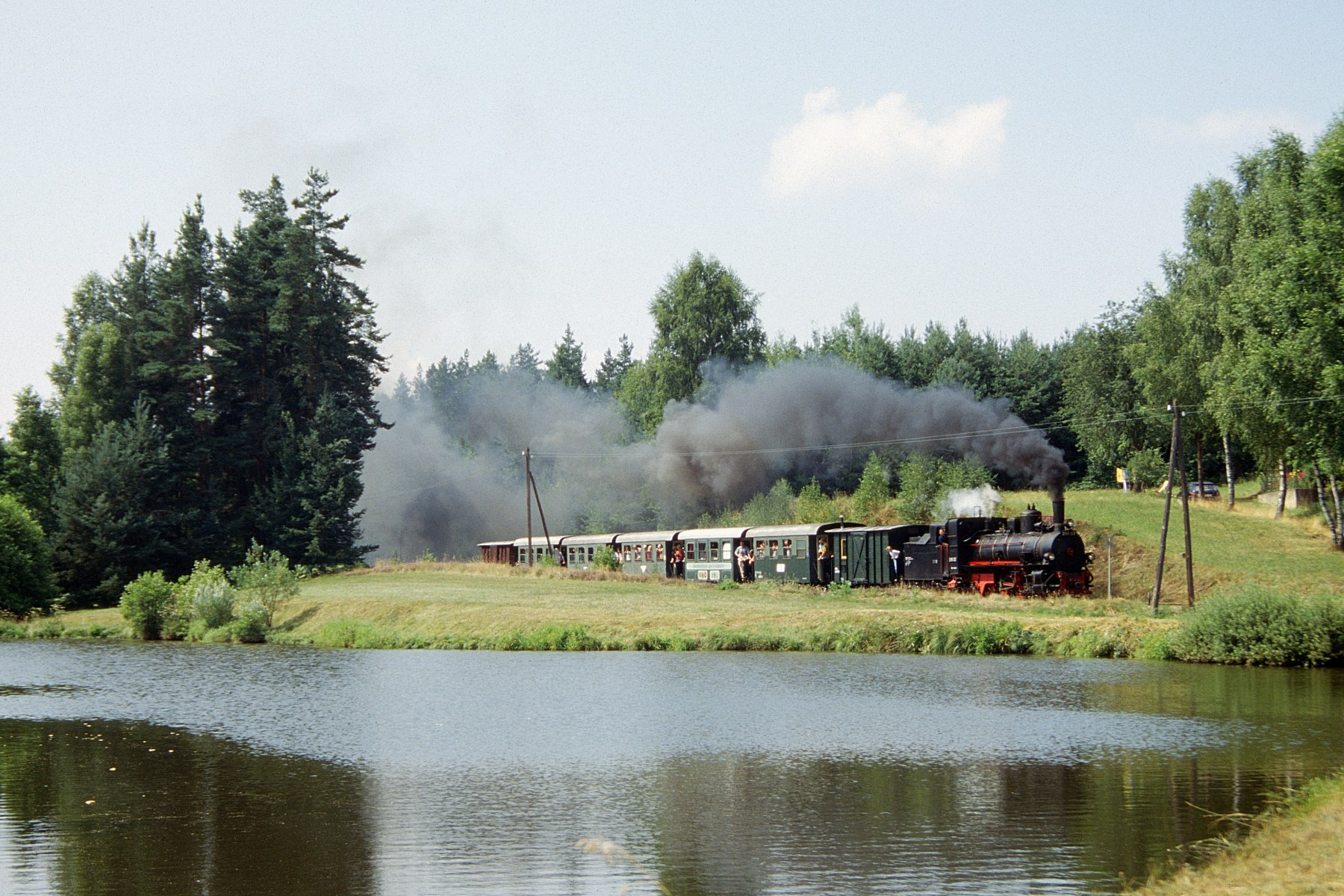
Sonderzug des Schmalspurbahnvereins bei Gopprechts

Beide Streckenäste verlassen den Bahnhof Gmünd zunächst in westlicher Richtung parallel verlaufend und wenden sich in starkem Gefälle der Lainsitz zu. Die Nordstrecke biegt in einem Rechtsbogen nach Norden ab und folgt zunächst auf der 1950 gebauten Trasse dem Gewässer und trifft unmittelbar am Grenzübergang Gmünd-Böhmzeil wieder auf den ursprünglichen Streckenverlauf. Der Bahnhof Gmünd-Böhmzeil war nach dem Bau der Bahn die dem Stadtzentrum nächstgelegene Eisenbahnstation. Zuerst durch offenes Ackerland, dann nach Querung der Lainsitz auf einer in Monier-Bauweise errichteten Brücke weiter bis zur ehemaligen Haltestelle Breitensee und durch ein Waldstück wird der Bahnhof Neu-Nagelberg erreicht. Dieser liegt wieder direkt an der Grenze in unmittelbarer Nachbarschaft zum gleichnamigen Grenzübergang der Bundesstraße. Weiter hinter dem Ort entlang und dem Gamsbach folgend, der hier zu einer Kette von Teichen aufgestaut ist, wird nach weiteren drei Kilometern der Bahnhof Alt-Nagelberg erreicht. In dieser größten Station an den Nordästen zweigt die Strecke nach Heidenreichstein ab, auch bestand hier bis in die 1980er Jahre ein Anschlussgleis zur heute geschlossenen Glashütte von Stölzle-Oberglas, die der größte Kunde im Güterverkehr der Schmalspurbahnen war.
Auf ca. zwei Kilometern verlaufen nun beide Streckenäste parallel westlich des Ortes. Diese Besonderheit wurde zu Zeiten des Planbetriebes von den Lokpersonalen gleichzeitig abfahrender Züge gerne und zur Freude der Fahrgäste zu einer Wettfahrt genutzt. Diese „Parallelausfahrt von Alt-Nagelberg“ wurde zu einer Art „Markenzeichen“ der Nordstrecken und nach Einstellung des Planverkehrs immer wieder bei Sonderfahrten inszeniert, auch die aktuellen Fahrpläne der Touristikzüge sind entsprechend abgestimmt. Nach der Verzweigung der Streckenäste kommt die Litschauer Linie in offenes Gelände, das bei einem Waldbrand im 17. Jahrhundert entstand. Die Haltestelle Brand des danach gegründeten Ortes hinter sich lassend, quert die Strecke einen flachen Höhenrücken, taucht in ein Waldstück ein und folgt zunächst dem Eichbach und ab der Haltestelle Gopprechts dem Reißbach. Auf den folgenden Kilometern stets zwischen Bach und Straße durch weitgehend unbewohnte Gegend führend, wechselt die Bahntrasse bei der ehemaligen Haltestelle Schönau bei Litschau auf die rechte Seite der Straße und wendet sich nach einem weiteren Kilometer in einem scharfen Rechtsbogen dem Bahnhof Litschau zu. Damit ist nach 25,3 km die nördlichste Stadt Österreichs und die Endstation dieser Strecke erreicht.
Bei der Anlage des Bahnhofes am südlichen Rand des Ortes wurde bereits die geplante Verlängerung ins tschechische Neubistritz berücksichtigt. Das Bahnhofsgebäude wird heute als Kulturzentrum genutzt (Kulturbahnhof Litschau), im Lokschuppen sind Fahrzeuge des Waldviertler Schmalspurbahnvereins hinterstellt.

### Alt-Nagelberg – Heidenreichstein

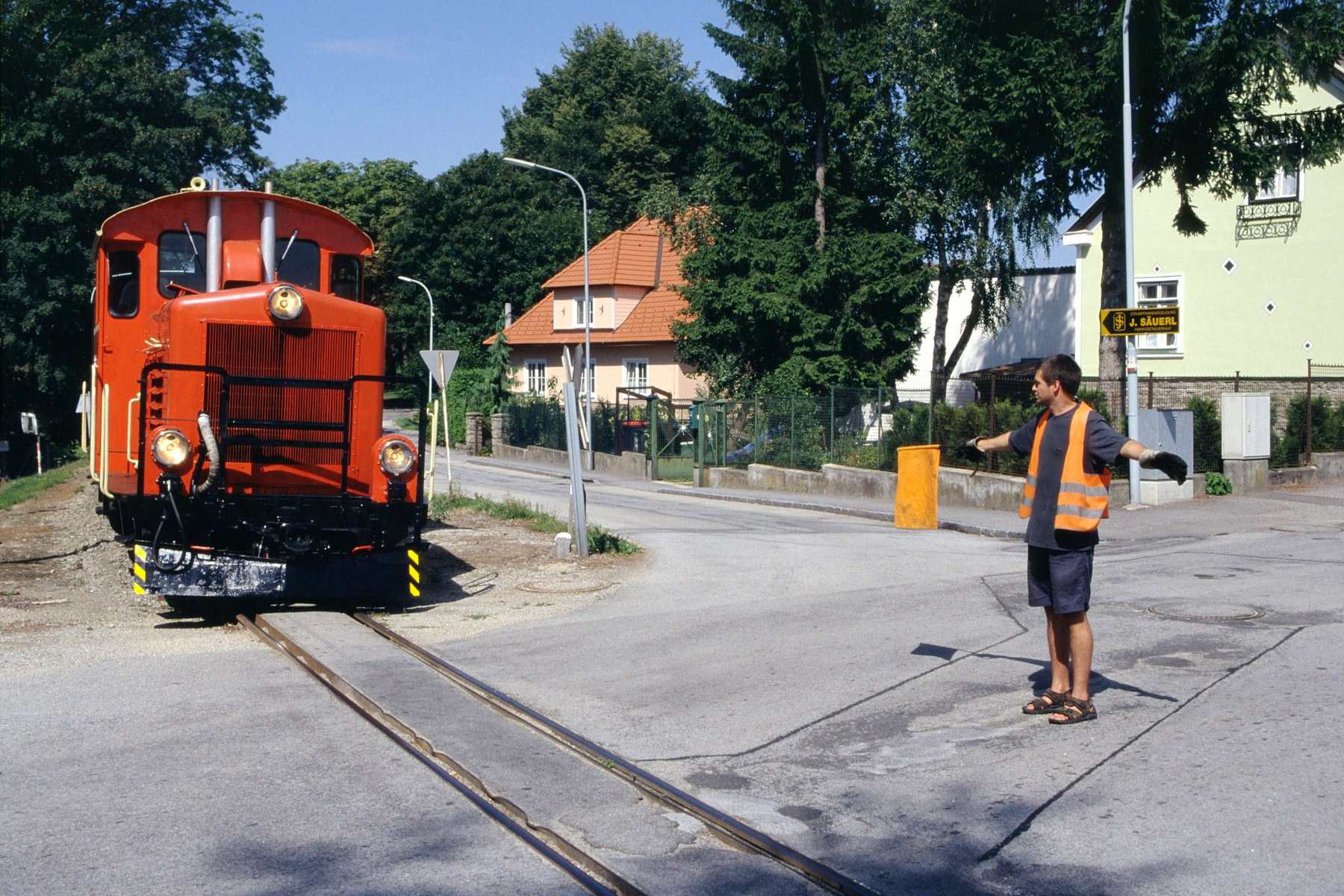
Einfahrt einer 2091 in den Bahnhof Heidenreichstein

Vom Bahnhof Alt-Nagelberg führt eine Abzweigung nach Heidenreichstein (rechtes Parallelgleis Richtung Norden). Ungefähr 400 m nach dem Bahnhof befand sich bis zum Umbau der Gleisanlagen im Bahnhof Alt Nagelberg die Haltestelle Herrenhaus, wo mittels eines kurzen Nebengleises die Züge der Museumsbahn umsetzen konnten, ohne in den Bahnhof einfahren zu müssen. An der Verzweigung biegt die Strecke in einem Rechtsbogen nach Osten ab und durchfährt auf den nächsten vier Kilometern dichten Wald, danach führt sie durch offenes, hügeliges Gelände. Hier befanden sich zur Zeit des Bundesbahnbetriebes mit den Haltestellen Langegg und Aalfang die einzigen Stationen an diesem Ast. Nach knapp 13 Kilometern Fahrt ist mit dem Bahnhof Heidenreichstein die Endstation erreicht. Dieser etwas oberhalb des Ortszentrums gelegene Bahnhof ist heute das betriebliche Zentrum der Museumsbahn, von wo aus Züge des Waldviertler Schmalspurbahnvereins (WSV) unterwegs sind. Der in den Jahren 2011 und 2012 baustellenbedingt eingeschränkte Zugsverkehr bis zum Bahnhof Aalfang wurde ab der Saison 2013 wieder bis nach Alt Nagelberg ausgedehnt, wo unter anderem mit den NÖVOG-Zügen regelmäßige Doppelausfahrten stattfinden. Als Besonderheit kommen auf dieser Zweigstrecke die historischen Diesellokomotiven 2091.09 (im optischen Zustand der 1970er Jahre) und 2091.02 (originalgetreu im Auslieferungszustand) regelmäßig zum Einsatz.

### Gmünd – Groß Gerungs (Südast)

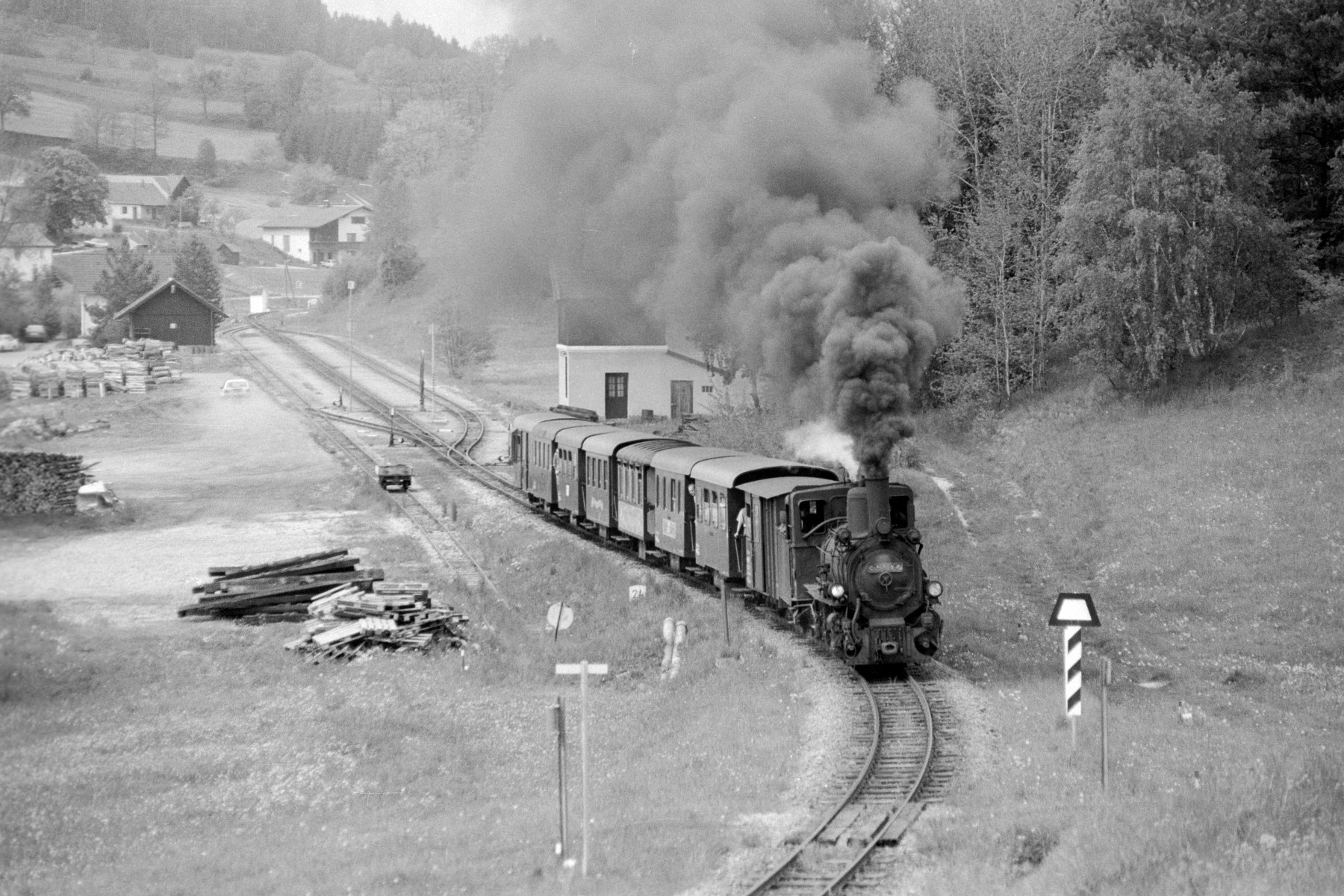
399.02 beschleunigt einen Zug in die Steilrampe beim Bahnhof Steinbach-Groß Pertholz

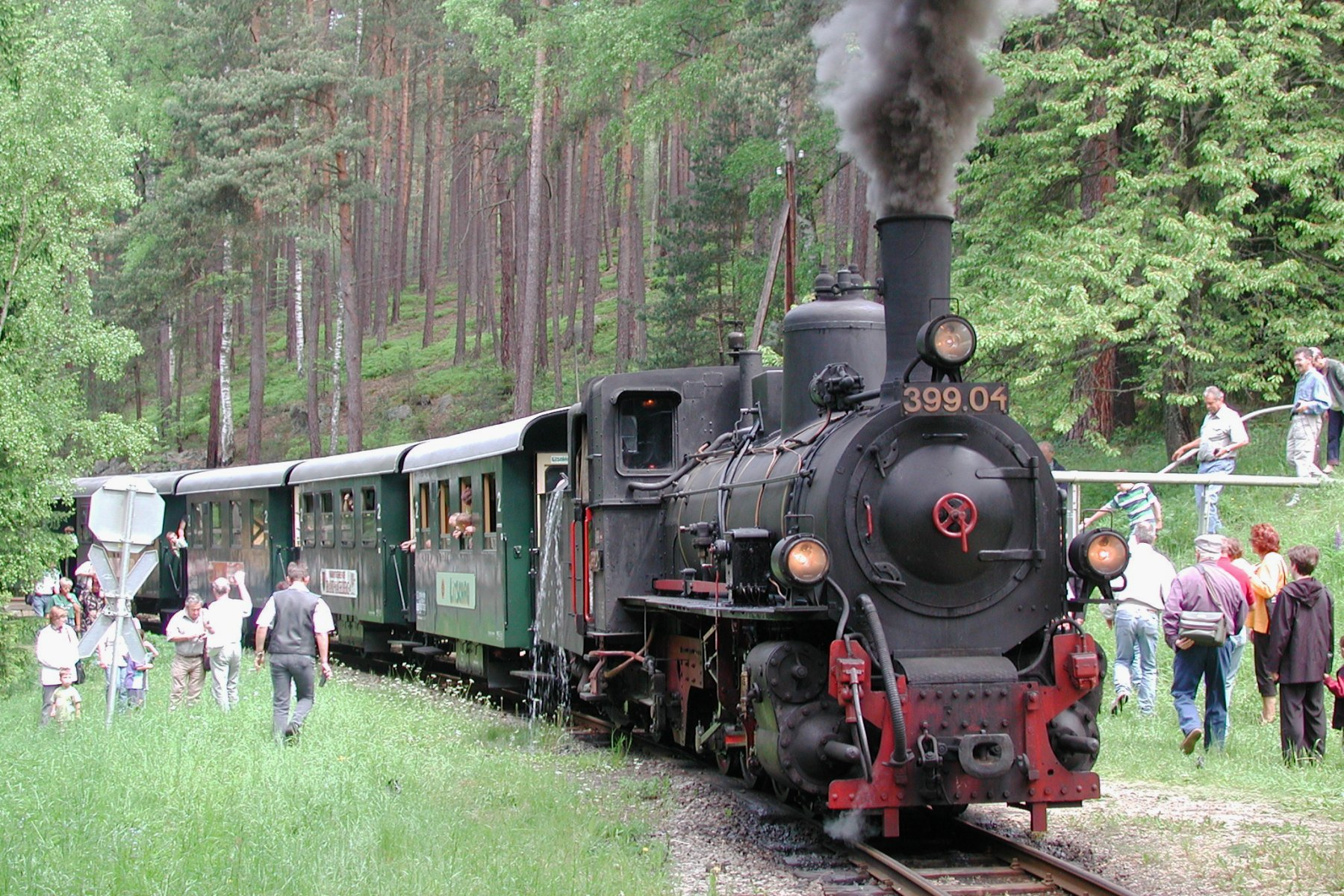
An der Wasserstation bei Bruderndorf

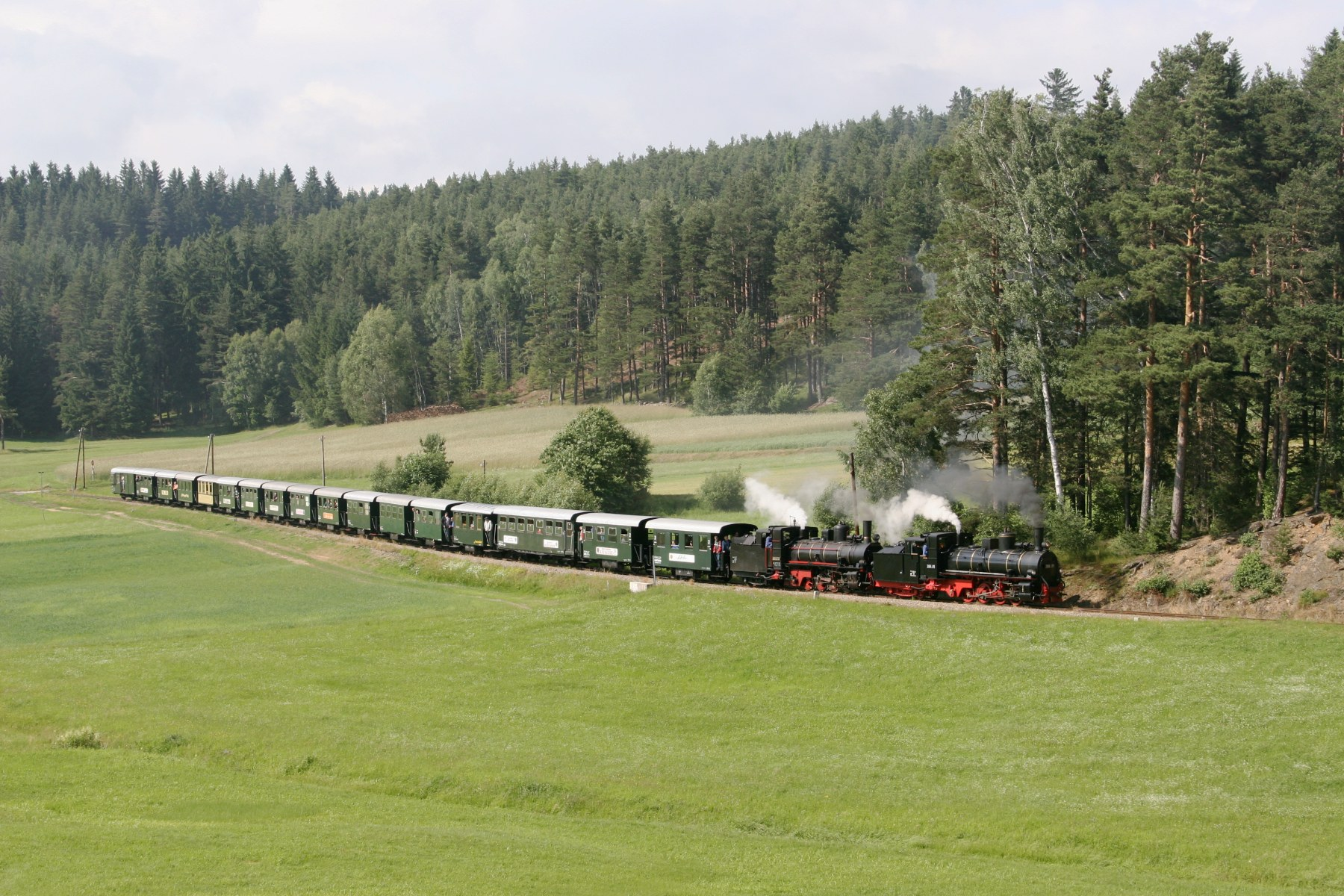
Sonderzug mit zwei 399 vor Groß Gerungs

Die zunächst parallel verlaufende Nordstrecke in einem Linksbogen hinter sich lassend, unterquert die Südstrecke in unmittelbarer Nähe eines Fußgänger- und Fahrrad-Grenzüberganges, der heute über die Lainsitzbrücke der ehemaligen Bahntrasse führt, den Bahndamm der Franz-Josefs-Bahn, rechts der Strecke sind die Reste der alten Streckenführung noch als Gleisdreieck zum sporadischen Wenden von Schmalspurfahrzeugen erhalten.
Die Strecke führt auf den ersten Kilometern durch offenes Ackerland in südwestlicher Richtung ins Tal der Lainsitz, mit der Haltestelle Ehrendorf noch einen Teil von Gmünd II und mit Dietmanns und Eichberg Katastralgemeinden der Gemeinde Großdietmanns erschließend. Nach einem scharfen Bogen nach Süden folgt der Bahnhof Alt Weitra der Gemeinde Unserfrau-Altweitra, einem lokalen Wallfahrtsort, der folgende Anstieg von ca. 50 Höhenmetern hinauf zum Bahnhof Weitra wird mittels einer Kehrschleife überwunden. Nach Weitra führt die Strecke über den Veitsgrabenviadukt, das größte Brückenbauwerk der Waldviertler Schmalspurbahnen, und kurz darauf über einen zweiten, kürzeren Viadukt, die Trasse verbleibt dabei am Hang oberhalb des Lainsitztales. Es folgen die Haltestellen Langfeld und Schöllbüchl, letztere erst 1986 eröffnet, und der Bahnhof St. Martin. Die Bahnstrecke verläuft nun auf dem Talgrund, direkt neben dem Bach, der in diesem Abschnitt mehrmals Überschwemmungen der Bahntrasse verursachte. Nach 24 Kilometern ist der Bahnhof Steinbach-Groß Pertholz erreicht.
Dampflokomotiven ergänzen hier ihre Wasservorräte, die Ausfahrt des Bahnhofes liegt bereits in der Steilrampe der Bergstrecke, die ob ihres Gebirgsbahncharakters und Steigungen bis zu 26 ‰ manchmal auch als „Waldviertler Semmering“ oder „Kleiner Semmering“ bezeichnet wird. Nach zwei Kilometern befindet sich die Haltestelle Abschlag, die Touristikzüge legen hier einen „Erlebnishalt“ zum Besuch des Fassldorfes, einer lokalen Touristenattraktion, ein. Die Strecke führt dann weiter durch dicht bewaldetes Gebiet in kurvenreicher Linienführung zur alten Haltestelle Bruderndorf zwischen den beiden Bruderndorfer Tunneln (den beiden einzigen im Waldviertel). Die weit abseits des gleichnamigen Dorfes gelegene Haltestelle wurde an dieser Stelle vor allem wegen einer Quelle errichtet, die zur Ergänzung der Wasservorräte der Dampfloks genutzt wird. Seit Filmaufnahmen („Schloß Gripsholm“) im Jahr 2000 trägt das Wartehäuschen den Namen „Mariefred“, was vor allem bei schwedischen Fahrgästen eine gewisse Begeisterung auslöst. Nach der Fahrt durch den Großen Bruderndorfer Tunnel und weiteren Kilometern mit Höchstneigung durch dichten Wald folgt allmählich offeneres Gelände, wo sich auch die 1986 neu errichtete, näher zum Ort gelegene Haltestelle Bruderndorf befindet. Einige Hundert Meter danach quert die Strecke die Europäische Hauptwasserscheide, gleichzeitig der Scheitelpunkt auf 806 m Seehöhe.
Ab hier folgt die Strecke dem Tal der Zwettl und kurz darauf ist der Bahnhof Langschlag erreicht. Auf dem Ladegleis des Bahnhofes ist heute die Dampflok 298.206 als Denkmal aufgestellt, nachdem diese zuvor für viele Jahre neben der Kirche im Ort aufgestellt war. In einem Güterwaggon ist ein kleines Museum eingerichtet. Die Strecke führt ab hier neben der Zwettl durch den am Bach gelegenen Ortsteil und verläuft dann annähernd parallel zur Bundesstraße, jedoch kurvenreicher als diese, nach Osten. In diesem Abschnitt liegt nach einem kleinen Höhenrücken die Haltestelle Harruck und ab hier folgt die Strecke nun dem Gerungsbach. Knapp einen Kilometer vor Groß Gerungs wurde 1986 die Haltestelle Heinreichs errichtet, die mangels Inanspruchnahme jedoch schon nach wenigen Jahren, noch zu Zeiten des Planbetriebes, aufgegeben wurde. Nach 43 Kilometern ist mit dem Kurort Groß Gerungs die Endstation dieses Streckenastes erreicht. So wie in Litschau wurde auch hier beim Bau des Bahnhofes bereits eine allfällige Verlängerung der Strecke berücksichtigt.

## Triebfahrzeuge

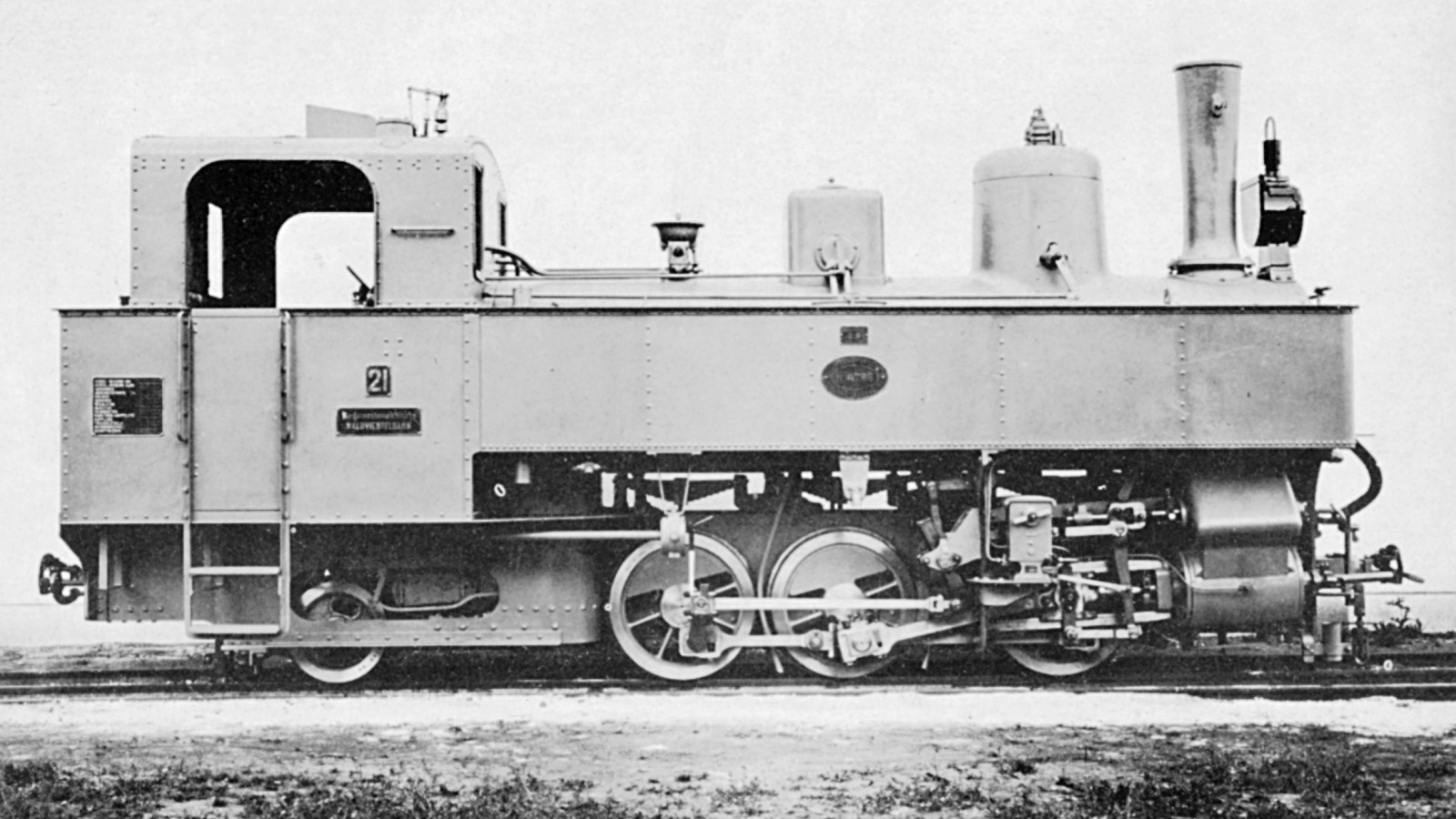
Werksfoto der Lok 21, später Uv.2

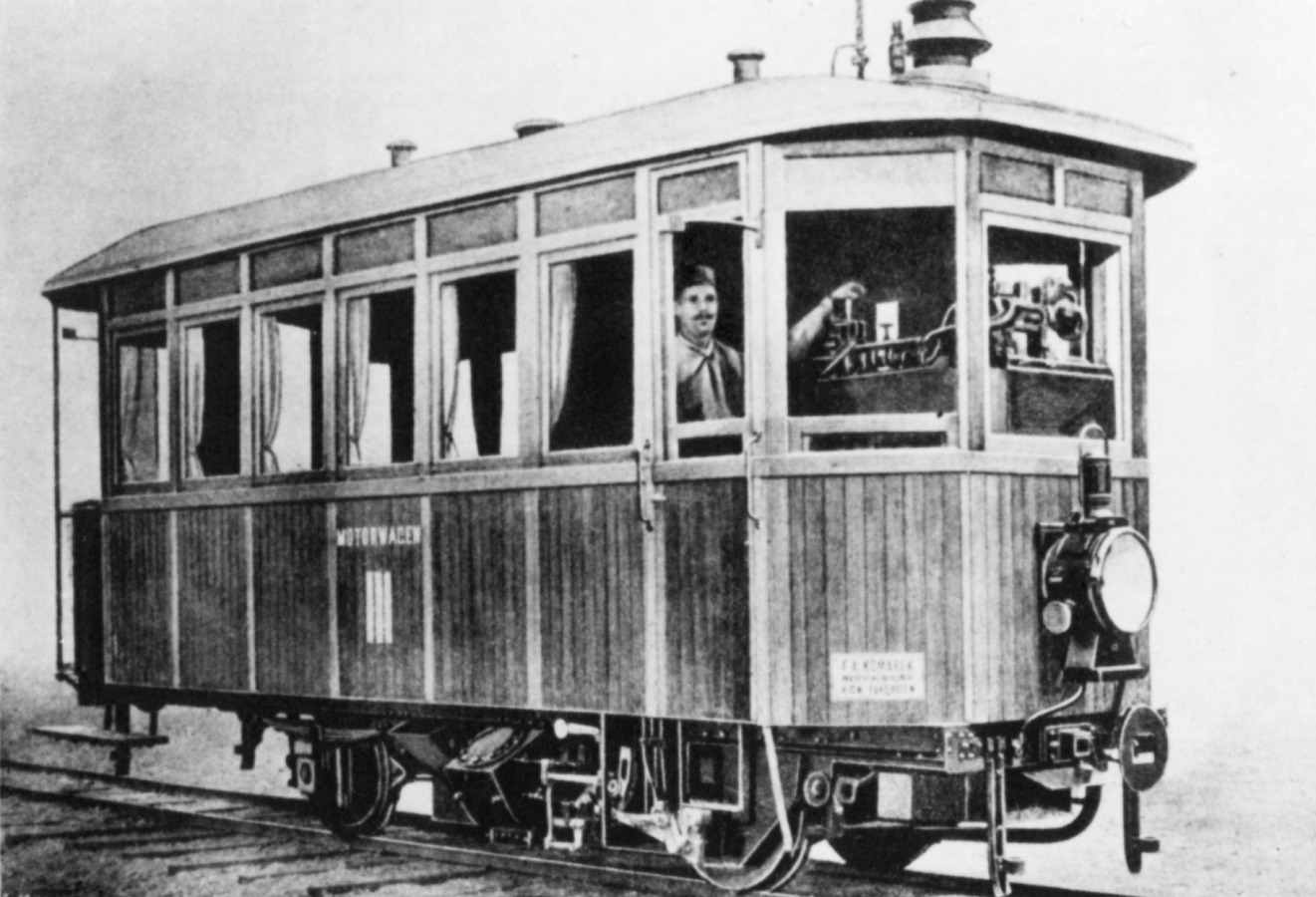
Leichter Dampftriebwagen

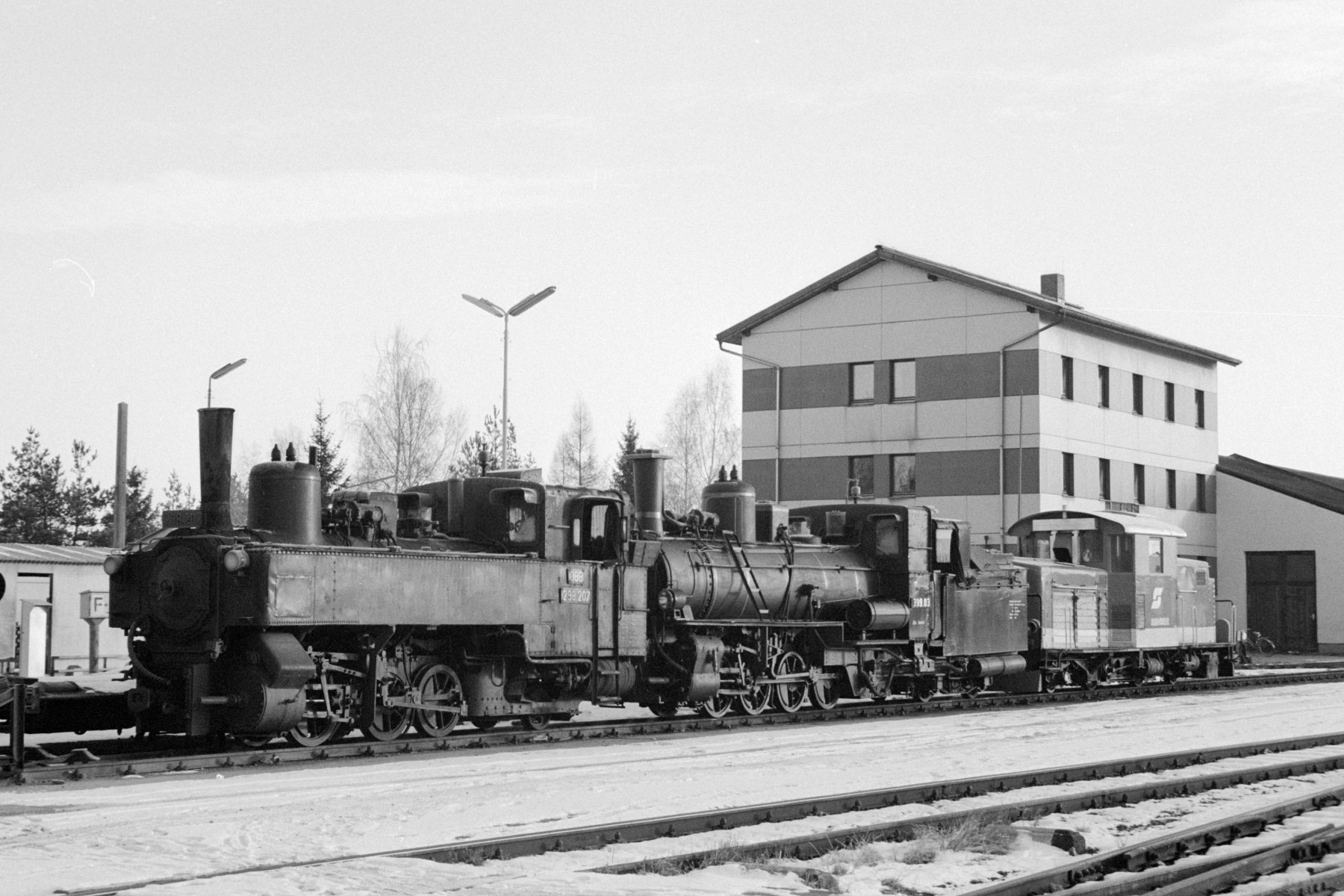
Schmalspurlokomotiven beim Heizhaus Gmünd

### Dampflokomotiven
- NOeLB Uv (ÖBB 298.2) Stand 2025: 298.206 Denkmallok Langschlag
- NOeLB Mh bzw. Mv (ÖBB 399/299) Stand 2025: Mh.1 und Mh 4 betriebsbereit Gmünd, Mh 2 (399.02) Ersatzteilspender ÖGEG, Mh 5 (399.05) (Aufarbeitung geplant) ÖGEG, Mh 6 (399.06) Obergrafendorf Club Mh6 Mariazellerbahn

### Diesellokomotiven
- 2091 Stand 2025 2091.07, Blutorange, Heidenreichstein, WSV, untauglich; 2091.09, Blutorange, geänderter Vorbau, Heidenreichstein, WSV; 2091.02, Tannengrün, Auslieferungszustand, Heidenreichstein, WSV. 2091.03 seit 1. Oktober 2024 rot/Elfenbein in Gmünd in Aufarbeitung/Reparatur
- 2092 Stand 2025 2092.04 Blutorange in Aufarbeitung
- 2190 Stand 2025: 2190.02, rot/Elfenbein, ohne Antrieb, Litschau, WSV in Aufarbeitung
- 2095 Stand 2025: V5 (2095.05), rot/Elfenbein, Flügelrad, Gmünd, NÖVOG; V12 (2095.12), Blutorange, Flügelrad, Gmünd, NÖVOG

### Triebwagen
- 5090 Stand 2025: 5090.08, Gold, Gmünd, NÖVOG; 5090.13, Gold, Gmünd, NÖVOG; 5090.11, rot/grau, Gmünd, NÖVOG